# Мой индийский друг
«Мой индийский друг» (порт. Meu Amigo Hindu, англ. My Hindu Friend) — бразильский полнометражный фильм-драма режиссёра Эктора Бабенко с Уиллемом Дефо в главной роли.

## Сюжет
Фильм рассказывает о последних неделях жизни кинорежиссёра Диего. Диего, бразильский режиссёр, которому поставлен неутешительный диагноз, пытается прожить отпущенные дни в общении с близкими и совсем незнакомыми людьми с целью понять и переосмыслить своё прошлое. В результате его реальность перемешивается с несуществующими персонажами, с которыми он ведёт диалоги. Финал фильма оставляет возможность зрителю самому решить, чем всё заканчивается.

## В ролях
- Уиллем Дефо — Диего Фэйрман
- Мария Кандиду — Ливия Монтейро Буэно
- Рейналдо Джанеккини — 'Рикардо Стин
- Селтон Мелу — обыватель
- Таня Халилл — Розмари
- Далтон Виг — доктор Моррис
- Риу Адлакха — индийский друг

## Фестивальные показы и прокат фильма
Премьера фильма состоялась в октябре 2015 года на 39-м Международном кинофестивале в Сан-Паулу («Мостре»). Помимо включения и показа в рамках основной конкурсной программы фестиваля 25 октября, фильм был выбран для состоявшегося 21 октября открытия фестиваля. Кроме самого фильма, программа фестиваля в Сан-Паулу включила снятый любительской камерой короткометражный фильм одной из исполнительниц фильма Барбары Пас «Making of My Hindu Friend».